# خانه دکتر وزیری
خانه دکتر وزیری مربوط به اوایل دوره پهلوی است و در یزد، خیابان مسجد جامع، جنب آب‌انبار وزیر واقع شده و این اثر در تاریخ ۷ مهر ۱۳۸۱ با شمارهٔ ثبت ۶۳۳۲ به‌عنوان یکی از آثار ملی ایران به ثبت رسیده است.